# ديفيد كلوكهون
ديفيد كلوكهون، وُلد في يوليو 1936، صيدلي بريطاني في جامعة لندن وعضو في الجمعية الملكية والأكاديمية الأوروبية. ساهم بإنشاء ما يُعرف بالنظرية العامة للمستقبل وآليات التواشج، وعلى وجه الخصوص نظرية وعمل وظيفة قناة أيونية واحدة. شغل منصب أي. جي. كلارك في كلية الصيدلة في جامعة لندن في الفترة 1986 -2004، وكان مديرًا شرفيًا لمختبر ويلكم لعلم العقاقير الجزيئي. اختير عضوًا في الجمعية الملكية سنة 1985، وسنة 2004 أصبح عضوًا شرفيًا في الأكاديمية الأوروبية. يدير كلوكهون موقعًا إلكترونيًا باسم العلوم غير الاحتمالية لديفيد كلوكهون، وهو موقع ينقد العلوم المزيفة والطب البديل والنزعة الإدارية.

## النشأة ودراسته
ولد كلوكهون في 19 يوليو 1936 في بيركنهيد، المملكة المتحدة. تلقى تعليمه في مدرسة بيركنهيد وكلية ليفربول التقنية. بعد أن عمل بغير رضا صيدلانيًا متدربًا، وجد حافزًا للقيام بالبحوث. حصل على شهادة البكالوريوس من جامعة ليدز في تخصص الصيدلة، وحصل على الدكتوراه من جامعة إدنبره حيث دَرَس ارتباط الأمينوغلوبينات بنسيج الرئة. كان تحت إشراف والتر بيري ودابليو. إي. بروكلهورست. طور كلوكهون في أثناء دراسته مساهمةً -سيكون لها تأثير في أبحاثه في السنوات اللاحقة- في الإحصائيات والعمليات العشوائية. عندما كان كلوكهون على وشك إتمام رسالة الدكتوراه، عمل على أبحاث -غير ناجحة إلى حد بعيد- حول الاضطرابات المناعية، في جامعة لندن في الفترة 1964 - 1969. ونشر كتابه حول الإحصائيات. عمل فترات محدودة في جامعة ييل وجامعة ساوثهامتون. عاد إلى قسم الصيدلة في جامعة لندن سنة 1979. سنة 2007، أغلق مالكوم غرانت القسم، منهيًا تاريخًا بارزًا امتد أكثر من مئة عام.

## المسيرة العلمية
دَرَس كلوكهون طبيعة التفاعلات الجزيئية التي تسبب فتح وغلق قناة أيونية مفردة، ودَرس أيضًا ما يتحكم في سرعة أحداث نقاط التواشج العصبية. مكّن اكتشاف تقنية الالتقاط الرقعي (patch clamp) وتطبيقاتها الناجحة لأيروين نيير وبيرت ساكمن ملاحظة وتسجيل فتح وانغلاق قناة أيونية مفردة. مع ذلك، كانت التسجيلات المراقبة تجريبيًا عشوائية في طبيعتها. طور كلوكهون بمساعدة عالم الإحصاء آلان جي. هوكس طريقةً إحصائية لتفسير المعلومات ولاختبار الآليات الكمية المفترضة حول كيفية عمل قناة أيونية ما.

### العمل بقناة أيونية مفردة
سنة 1977 توقع كلوكهون وهوكس أن انفتاح قناة أيونية يمكن توقعه، كونه يحدث بشكل دفعات قصيرة وليس انفتاحًا مرة واحدة، وتحقق من هذا التوقع تجريبيًا بيرت ساكمن، في غوتنبرغ ولندن سنة 1981. قاد هذا الإنجاز إلى تقديم أول حل للمشكلة الدوائية الكلاسيكية حول القياس المنفصل لفعالية وانجذاب ما يُعرف بالمادة المحفزة. في سياق الكلام عن القنوات الأيونية، تعرف هذه المشكلة بمشكلة الربط/التبويب. تبقى هذه المشكلة دون حل للمستقبلات المرتبطة بالبروتين جي، بسبب ما تبين لاحقًا سنة 1987 من أن الطرائق الكلاسيكية لتحديد الفعالية والقرابة كانت مبنية على فهم خاطئ.
سنة 1985 رشحت هذه الورقة البحثية مجلة علم الفسيولوجي كونها «تأسيسية». سنة 1982 نشر كلوكهون وهوكس ورقةً حول نظرية الدفعات -وحول كتل الدفعات- التي قدمت تعبيرًا عامًا عن توزيع طول الدفعة، الظاهرة في تصميم صورة فوتوغرافية مصممة لتعليم الحاضرين المعرفة الرياضية اللازمة للمعادلة.
كان واضحًا أن ما يتحكم في معدل تحلل تيارات نقاط التواشج العصبية، هو طول الدفعة، لكن مع ذلك لم تُستنتج علاقة رسمية حتى سنة 1998.

### أحداث سريعة ماضية
رغم اكتمال النظرية العامة حول سلوك قناة مفردة سنة 1982، لم يمكن استخدامها عمليًا لتركيب آليات البيانات، لأن جهاز التسجيل غير قادر على رصد الأحداث الأقصر من عشرين جزء من الثانية على أفضل الاحتمالات. من آثار إغفال هذا الانغلاق القصير جعل الانفتاح يبدو أطول مما هو في الحقيقة، وبالمثل للانغلاق. ولاستخدام منهجية الاحتمال الأقصى، كان ينبغي استنتاج طول المدة المرئية فعلًا، من أوقات الانفتاح وأوقات الإغلاق الظاهرة. رغم معرفة نتيجة تطبيق معادلة «تحول لابلاس» على هذه التوزيعات، ظُن أن هذه التوزيعات لا يمكن أن تُعكس إلا بعد أن عثر هوكس وجلالي على حل دقيق لها سنة 1990. كان الحل الدقيق عبارة متعددة التعريف، تزداد تعقيدا تدرجيًا بزيادة طول الانفتاح أو الإغلاق. أصبح الحل قابلًا للاستخدام عمليًا بعد أن اكتشف هوكس وجلالي حلًا مقاربًا رائعًا سنة 1992. فتح تطبيق الحل الدقيق للتوزيعات المشتركة والمشروطة سنة 1994 الباب لأقصى احتمال مناسب، وطُبقت في برنامج الحاسوب (HJCFIT)، الذي كان أساس العمل التجريبي اللاحق. يُشار عادةً إلى أوقات الإغلاق والانفتاح الظاهرة بتوزيعات إتش. جي. سي نيابةً عن أسماء هوكس وجلالي وكلوكهون.

### حالات الإغلاق المتوسط
كانت كل الجهود المبكرة المبذولة قائمةً على أساس آليات هي أساسًا تعميمات لبرنامج بسيط اقترحه ديل كاستيلو وكاتس سنة 1957، التي وفقًا لها يوجد فقط شكلين للمُستقبِل هما حالة الإغلاق والانفتاح. عندما تُحقق من مستقبل الغلايسين أدرك أنه من الممكن رصد حالة إغلاق وسطية، يطلق عليها الشكل «المقلوب»، بين حالة الانفتاح وشكل السكون. اكتشفوا لاحقًا أن هذا الشكل «المقلوب» الإضافي يمكن رصده في مستقبلات الأستيل كولين النيكوتينية أيضًا. اكتشف ليب وفريقه سنة 2008 أن المحفزات جزئية، ليس بسبب قصور في تفاعل الانفتاح نفسه كما هو مفترض منذ 1957، بل بسبب قصور في مرحلة أسبق، مرحلة إحجام عن الانتقال من السكون إلى حالة الإغلاق المتوسطة التي تسبق الانفتاح. اتضح أن التغيير الحقيقي لشكلي الإغلاق/الانفتاح في المحفزات الجزئية هو نفسه التغير في المحفزات الكاملة. في المعادلة الأصلية، كان من المفترض أن يُعَد التفاعل المقلوب انتقالًا مدبرًا. وقد أكد مكتازيموفما وآخرون مبادئ الآلية الجديدة سنة 2009، إذ عممها لحالة يمكن في ضوئها الوحدات الفرعية أن تنقلب مستقلةً.